# Eustace Edward
Eustace Edward Twistleton-Wykeham-Fiennes; (1864-1943). Administrador Colonial Británico. S.M. Jorge V le nominó primero como Gobernador y Comisionado Británico en Seychelles, entre 1918 y 1922, cargo que no terminó de ocupar, pues fue transferido a las islas de Sotavento y Antigua y Barbuda, desempeñándose en este nuevo país como Gobernador, entre 1921 y 1929.
| Predecesor: Charles Richard Mackey O'Brien | Administrador y Comisionado de Seychelles 1918-1922 | Sucesor: Sir Joseph Aloysius Byrne        |
| Predecesor: Sir Edward Marsh Merewether    | Gobernador de Antigua y Barbuda 1921-1929           | Sucesor: Sir Thomas Reginald St. Johnston |

- Datos: Q5852392